# Kraichtal
Kraichtal é uma cidade da Alemanha, no distrito de Karlsruhe, na região administrativa de Karlsruhe, estado de Baden-Württemberg.

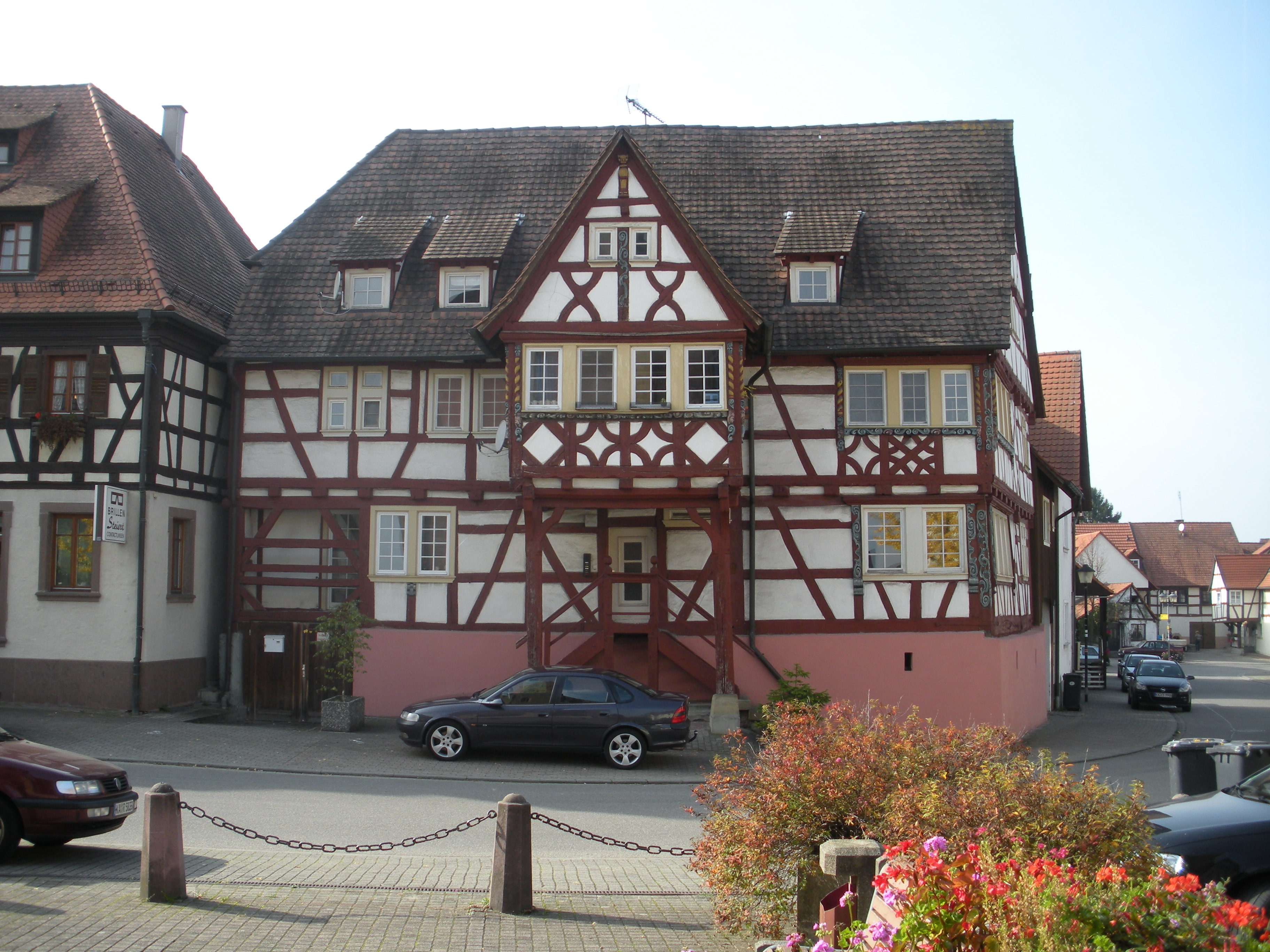
Uma casa típica alemã na cidade de Kraichtal.

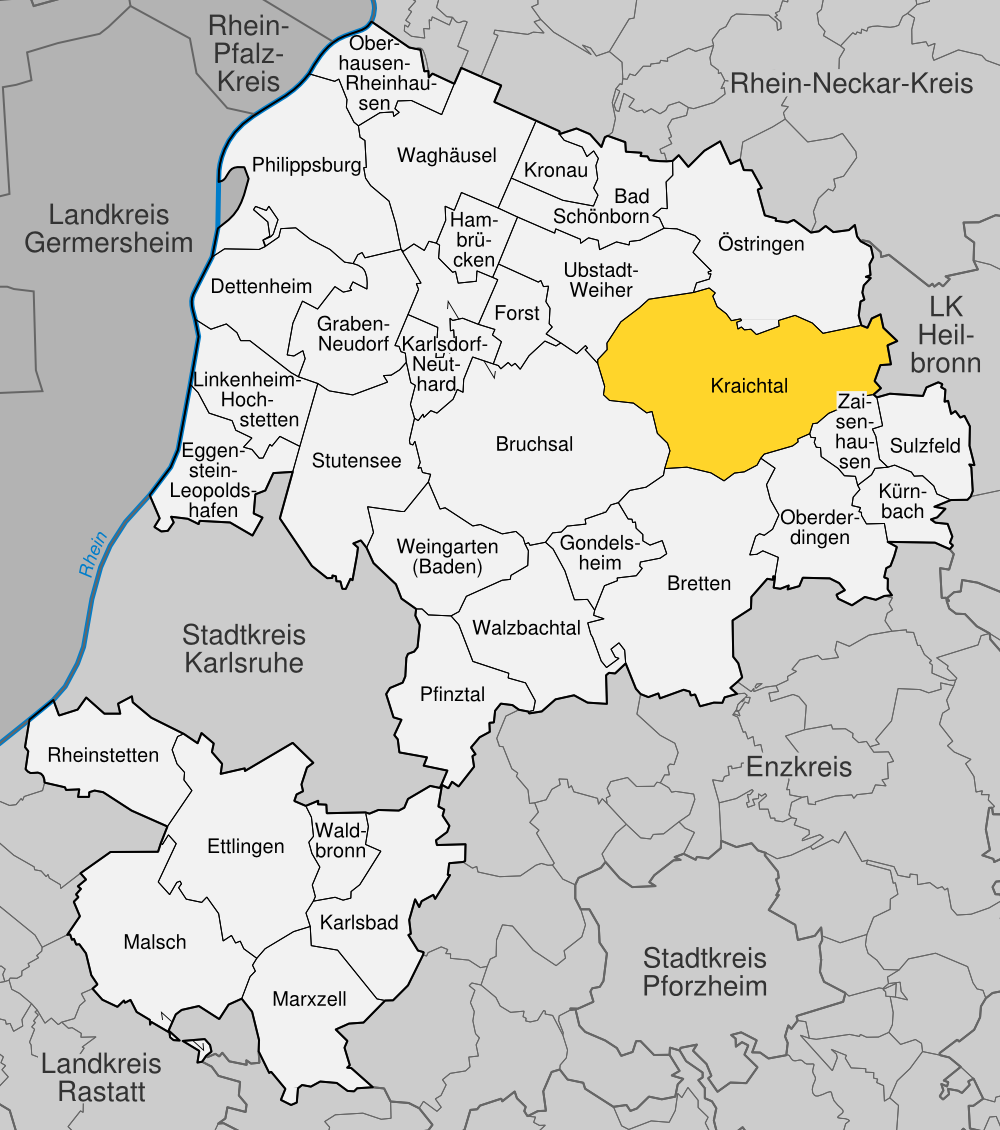
Kraichtal no distrito de Karlsruhe